# 光曲鼬魚
光曲鼬魚（学名：Glyptophidium lucidum），又名光曲鼬鳚、鼬魚，为鼬魚科曲鼬鳚屬下的一个种。